# Dromos (Sport)
Der Dromos (altgriechisch δρόμος „Lauf“, „Rennbahn“); im neuen Testament auch „Lebenslauf“. ist eine altgriechische Sportart.
Im antiken Griechenland war der Dromos der gymnastische Wettlauf, die älteste und geachtetste Übung der Leichtathletik. Er erstreckte sich über die einfache Länge der mit tiefem Sand bedeckten Rennbahn, die an die Norm von einem Stadion angepasst war, was 600 Fuß Länge entsprach.
Standardstrecken für deren Laufstrecken waren:
- das Stadion (Stadionlauf; 600 Fuß, ca. 180 m)
- der diaulos (δίαυλος „Doppellauf“; 1200 Fuß, ca. 360 m)
- der dolichos (δόλιχος), dessen Länge unterschiedlich mit 7, 12, 20 und 25 Stadien angegeben wird
- der ephippios (ἐφίππιος), so benannt nach der 4 Stadien langen Bahn im Hippodrom.

Die antiken Fußmaße waren unterschiedlich, dementsprechend auch die Länge der Rennbahn.
Die Läufer liefen nackt und mit Olivenöl eingerieben. Bei den Dorern und Aiolern liefen auch Mädchen, die dann einen kurzen Chiton trugen.
Als weitere Disziplin gab es den dromos oplites, den Lauf der Hopliten, bei dem die Läufer mit Helm, Schild und Beinschienen, aber – wie bei den anderen Laufarten auch – barfuß liefen.
Der Name wurde von dem Wettlauf auch auf das Gelände mit Rennbahnen, Plätzen und Bauten übertragen, wo die Wettkämpfe stattfanden. Insbesondere hieß der gepflasterte, gerade Straßenabschnitt zwischen dem Heroon des Akademos, Dipylon und Agora in Athen Dromos.